# Чумовая пятница 2
«Чумовая пятница 2» (англ. Freakier Friday) — американская фэнтезийная комедия режиссёра Ниши Ганатры по сценарию Джордана Вайса. Продолжение фильма «Чумовая пятница» (2003), основанного на романе Мэри Роджерс 1972 года, и седьмой фильм франшизы. Джейми Ли Кертис, Линдси Лохан, Марк Хармон, Чад Майкл Мюррей, Стивен Тоболовски, Люсиль Сунг и Розалинд Чао вновь повторили свои роли из оригинального фильма. К актёрскому составу присоединились Джулия Баттерз и Мэнни Хасинто. Премьера фильма состоялась 8 августа 2025 года.

## Сюжет
На этот раз Анна (Линдси Лохан) обменяется телами со своей дочерью Харпер. Тесс (Джейми Ли Кертис) окажется в теле 14-летней Лили, дочери Эрика, английского ресторатора который вскоре должен жениться на Анне.

## В ролях
- Джейми Ли Кертис — Тесс Коулман
- Линдси Лохан — Анна Коулман
- Марк Хармон — Райан
- Чад Майкл Мюррей — Джейк
- Кристина Видал Митчелл — Мэдди
- Хейли Хадсон — Пег
- Люсиль Сунг — мама Пей-Пей
- Стивен Тоболовски — мистер Элтон Бейтс
- Розалинд Чао — Пей-Пей
- Джулия Баттерз — Харпер Коулман
- София Хэммонс
- Мэнни Хасинто
- Майтрейи Рамакришнан
- Джордан Э. Купер

## Производство
В мае 2023 года компания Disney объявила о разработке продолжения фэнтези-комедии «Чумовая пятница» по сценарию Элизы Холландер. Джейми Ли Кертис и Линдси Лохан вновь исполнят роли Тесс Коулман и Анны Коулман соответственно. В марте 2024 года Лохан подтвердила, что продолжение находится в активной разработке, режиссёром фильма стала Ниша Ганатра, а сценарий переписал Джордан Вайс. В июне 2024 года к актёрскому составу присоединились Джулия Баттерз, Мэнни Хасинто, София Хэммонс и Майтрейи Рамакришнан, а Марк Хармон, Чад Майкл Мюррей, Кристина Видал, Хейли Хадсон, Люсиль Сунг, Стивен Тоболовски и Розалинд Чао повторили свои роли из оригинального фильма. Съёмки начались в Лос-Анджелесе 24 июня 2024 года и завершились 21 августа. Официальное название фильма было объявлено Кертис и Лохан на выставке D23 Expo 2024 9 августа.
Премьера фильма состоялась 8 августа 2025 года.